# 요나강
요나강(Jona)은 스위스 취리히와 장크트갈렌주를 흐르는 강이다.

## 지리
요나는 깁스빌과 취리히고원의 피센탈 근처 바히텔 언덕의 동쪽 경사면에 솟아 있다. 인상적인 폭포를 지나는 강은 발트시 근처에 있는 작은 계곡을 통해 동쪽으로 흐르고, 퇴스탈반(S26)의 육교가 건너는 계곡을 따라 남쪽으로 방향을 바꾼다. 요나강은 서쪽으로 방향을 틀어 뒤른텐과 뤼티 시정촌을 나누고 탄네르토벨(Tannertobel)이라고 불리는 탄(Tann) 마을과 뤼티 마을을 지난다. 또 다시 방향을 바꾸어 남쪽으로 흘러가는(약간 구불구불한) 뤼티 및 소위 요너발트(라퍼스빌-요나의 숲)를 지나 취리히 S-반 노선 S5 및 S15가 이어진다. 여기 오버란트 아우토반(A53 고속도로) 아래를 지나는 강은 현재 장크트갈렌 및 라퍼스빌-요나에 도달하여 요나(SG) 마을을 통해 거의 직선 방향으로 흐른다. 마지막으로, 요나강은 부스키르히 근처에 작은 삼각주를 형성하고, 취리히제의 상부 구간인 오버제의 스탐프 리도로 흐른다.

## 역사
강의 이름은 서기 834년에 처음 언급되었으며, 이전 시정촌인 요나는 훨씬 나중에 명명되었다. 그 이름은 켈트어 Jauna(차가운 것) - 요나는 여전히 대부분 숲 지역에 의해 결정됨 - 또는 인도-유럽어 yamam(하천을 의미함)에서 유래한 것으로 추정된다. 최신 해석에 따르면 인도-유럽어 단어 jeu는 ‘대략적으로 움직이다’를 의미하고, 그 뒤에 고대 고지 독일어 이름 Jouna가 온다.
요나강의 수력은 작은 강을 따라 더 많은 수의 중세 물레방아에 사용되었다. 재생 가능한 공급원으로서 19세기에 강은 발트, 뤼티 및 라퍼스빌-요나 지역 사회의 섬유 산업 산업화에 중요했다.
요나강의 전체 길이는 모두 20 km로 측정되며, 고저차는 950 m이고, 해발 406 m에서 오버제로 흘러 들어간다. 강은 리마트강→아레강→라인강 시스템에 속한다. 배수 유역은 65 km2이다.

## 갤러리

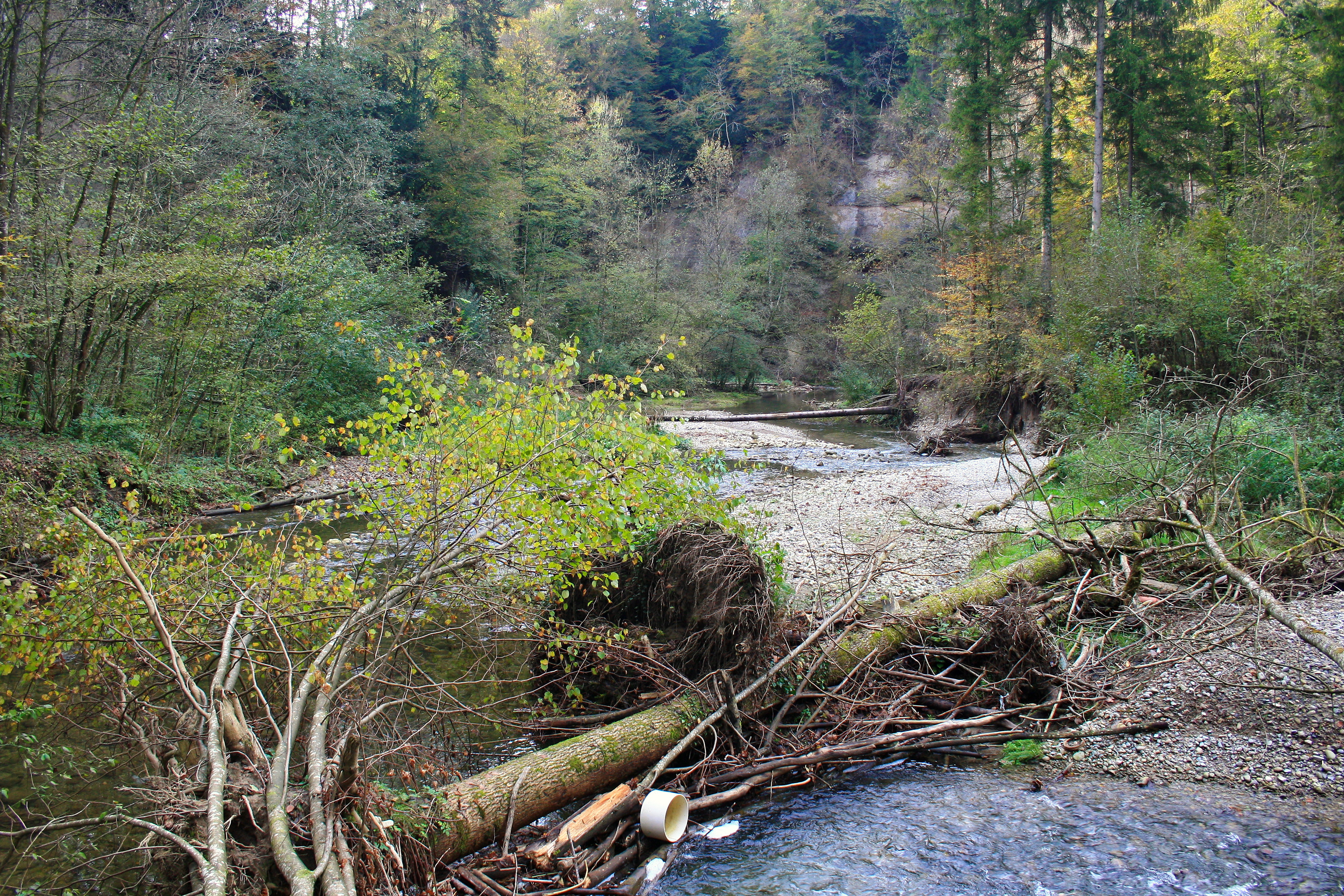
탄과 뤼티 사이에 탄너토벨
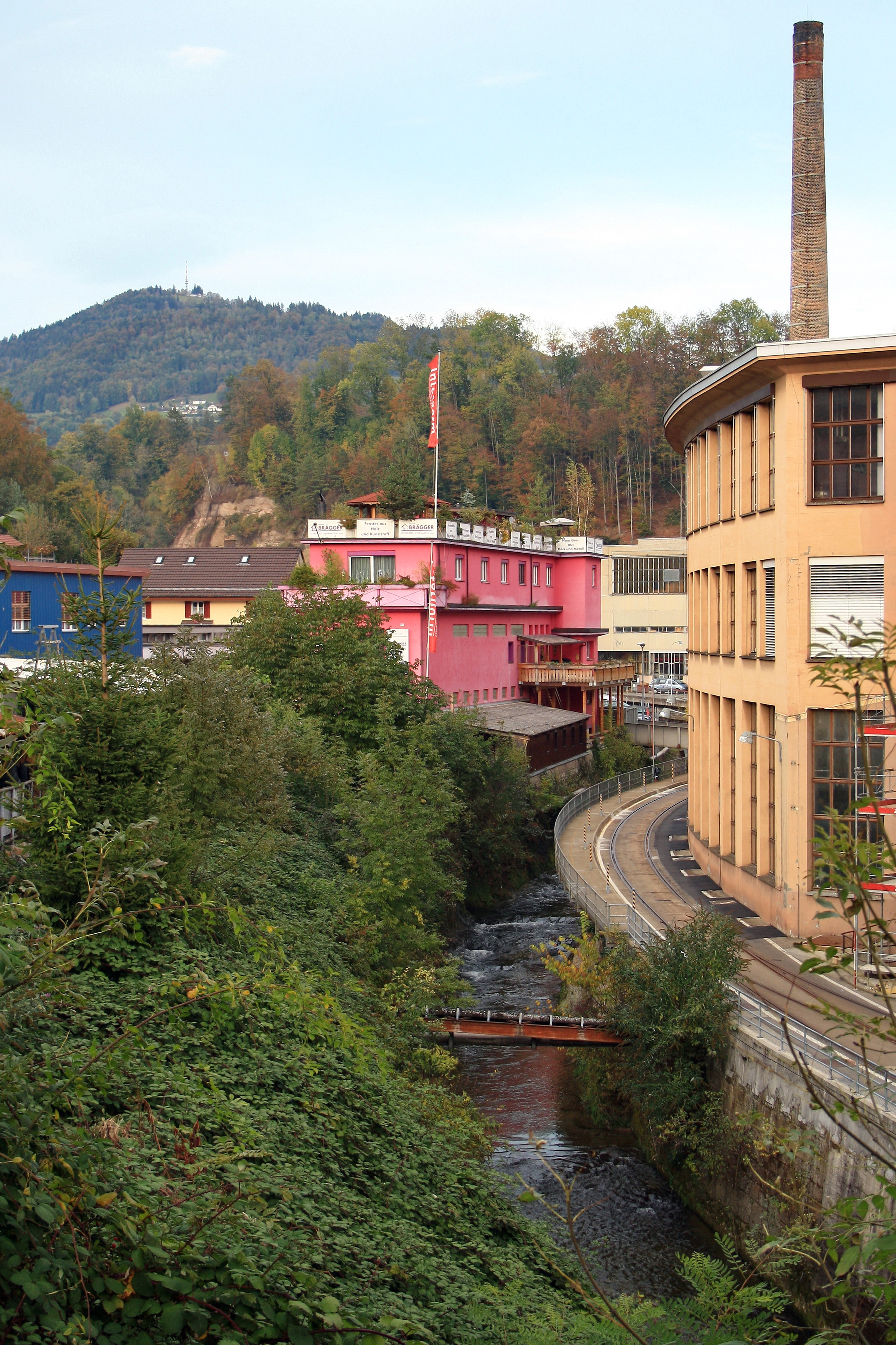
뤼티의 요바이드 (= 요나강 초원), 배경은 바히텔산
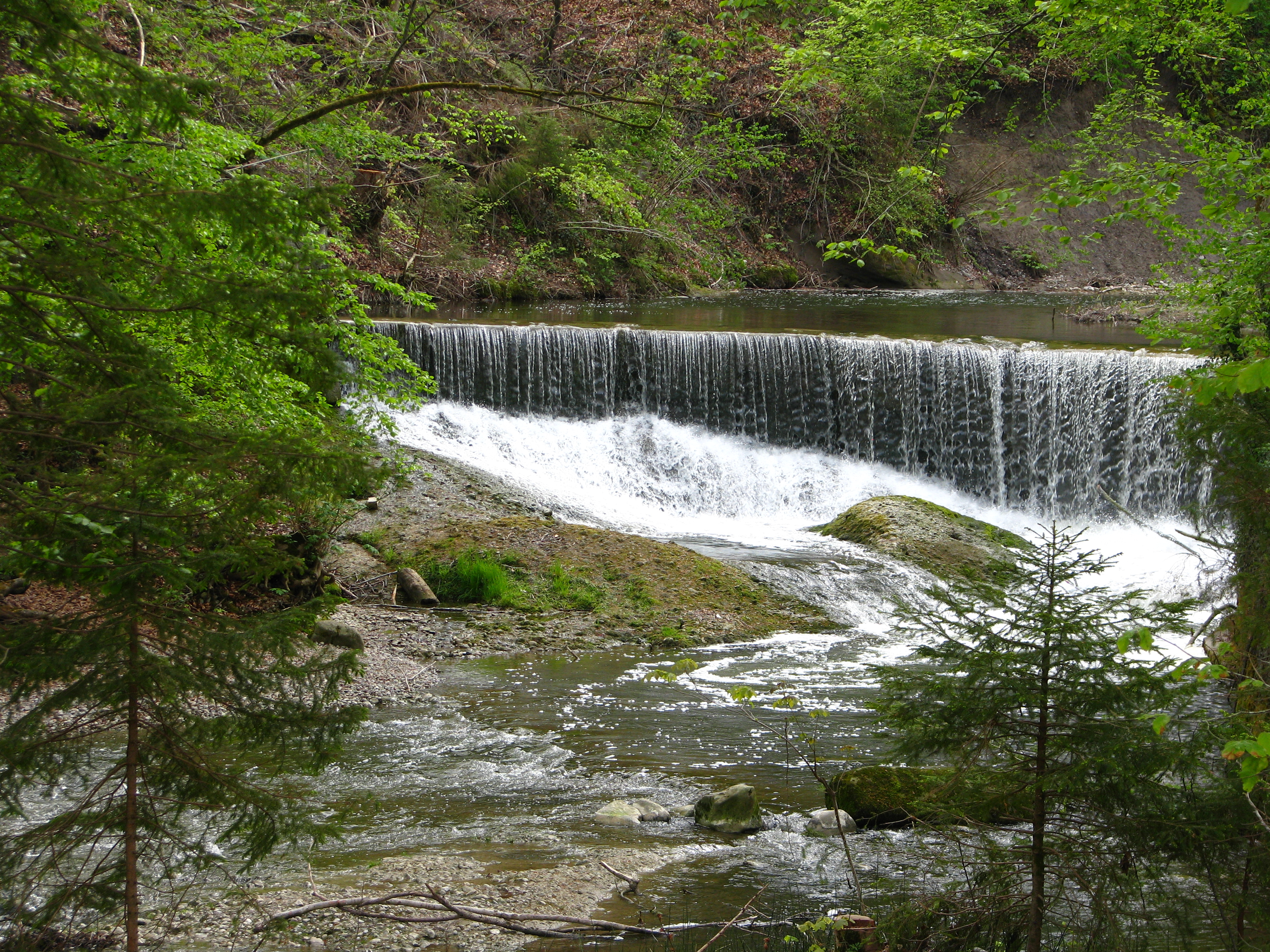
홀츠비스의 요나강
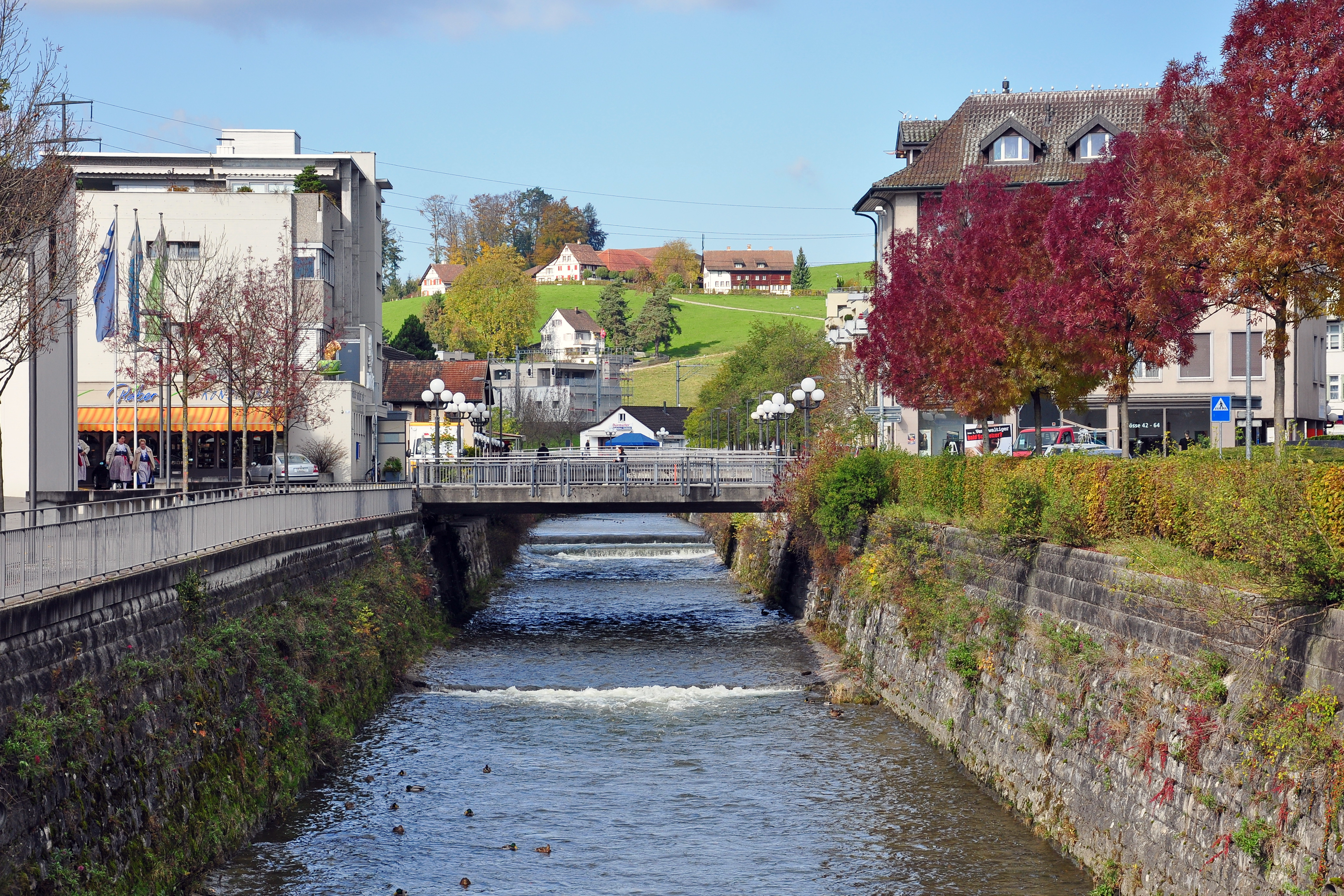
요나 마을의 요나강
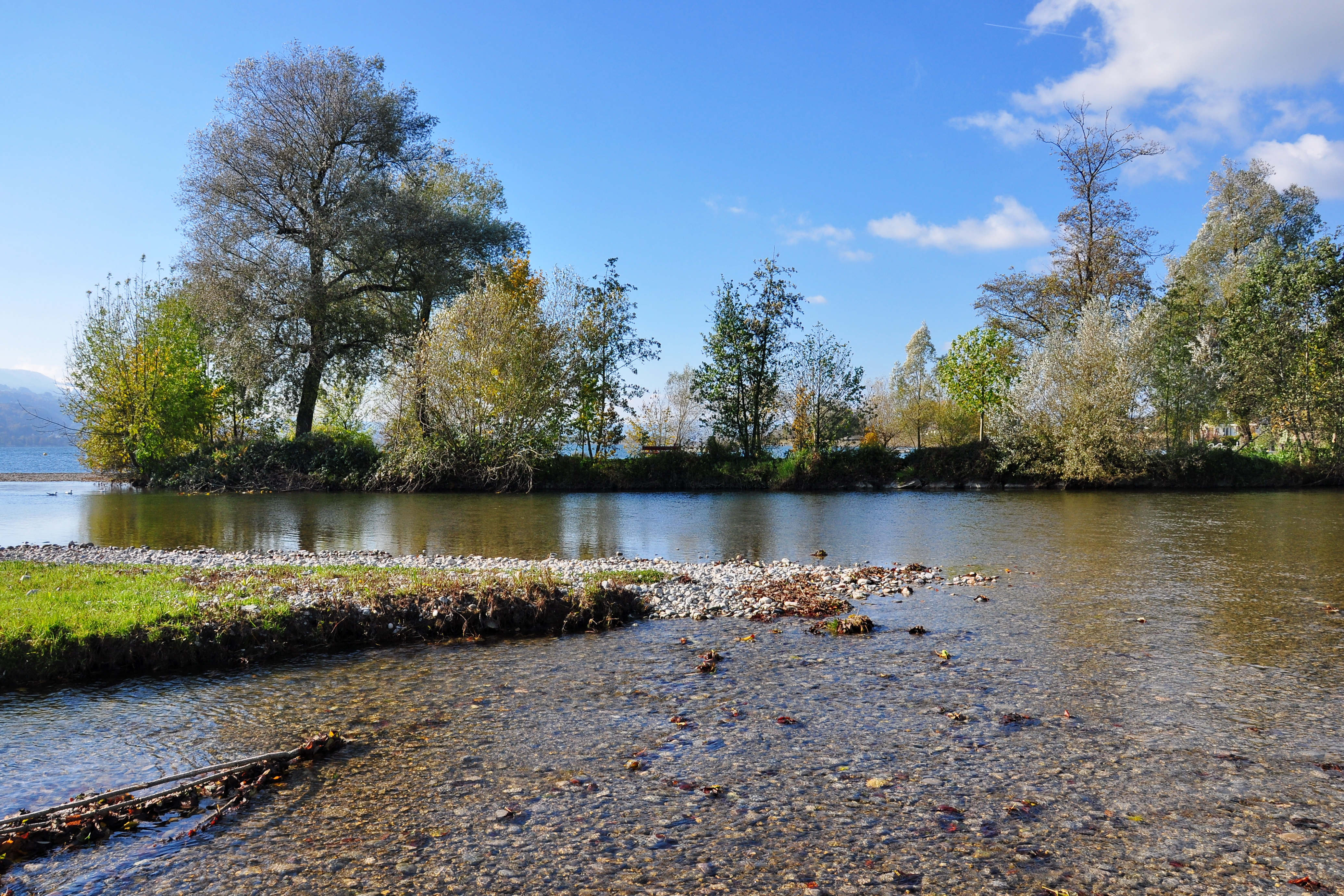
스탐프(stampf)라고 불리는 삼각주, 배경은 오버제